# Patrick Drewes
Patrick Drewes, né le 4 février 1993 à Delmenhorst, est un footballeur allemand qui évolue au poste de gardien de but au Borussia Dortmund.

## Carrière
Drewes apprend le football à partir de 1995 au TuS Heidkrug et rejoint l'équipe de jeunes du VfL Wolfsburg en 2008. Il passe chez les professionnels en tant que troisième gardien de but lors de la saison 2012-2013. Dans le même temps, il joue pour l'équipe réserve en Regionalliga Nord. Au cours de la saison 2013-2014, il remporte le championnat avec l'équipe réserve, mais échoue avec elle lors des matchs de promotion en troisième division face au SG Sonnenhof Großaspach. Wolfsburg remporte la Coupe d'Allemagne de football 2014-2015, mais Drewes ne joua aucun match.
Drewes est prêté au FC Wil, club suisse de deuxième division pour la saison 2015-2016. L'Allemand devient le premier gardien à Wil et dispute 32 matches de championnat au cours de la saison. Drewes contribue avec de bonnes performances au fait que le FC Wil atteigne la troisième place du championnat.
Drewes est de nouveau prêté au SC Preußen Münster, club de 3. Liga pour la saison 2016-2017, mais ne sert que trois fois.
Il joue la saison 2017-2018 avec les FC Würzburger Kickers, d'abord dans le cadre d'un prêt suivi d'un contrat. La saison suivante, il devient le gardien de but titulaire, mais ne joue que 19 matchs en raison de blessures.
Le VfL Bochum l'engage pour en faire son deuxième gardien pour la saison 2019-2020 de 2. Bundesliga. Au cours de la saison 2020-2021, il fait cinq apparitions, Bochum devient champion et accède en Bundesliga. Pour la saison suivante, il reste en 2. Bundesliga en signant au SV Sandhausen comme gardien titulaire.

## Palmarès
Il est champion de deuxième division allemande en 2021 avec le VfL Bochum.